# Voyager (音楽ユニット)
voyager（ボイジャー）は、『ウルトラマン』関連の曲を歌っている2人組音楽ユニット。

## 概要
『ウルトラマンフェスティバル2009』でライヴデビューし、その後『ウルトラマン クリスマスソング&ストーリー』でCDデビューする。
『ウルトラヒーローバトル劇場』や『お正月だよ!ウルトラマン全員集合!!』などウルトラマン関連のイベントで活躍を続ける。
その後『ウルトラマンメビウス外伝　ゴーストリバース』の主題歌として、テレビ番組『ウルトラマンメビウス』の主題歌をカバーする。
初期メンバーは山口智大、千秋夕、鹿間水月、永田舞の4人で、主にメインボーカルは山口が担当していた。(第一期)
2011年8月6日のウルトラマンライブ神奈川公演を最後に鹿間水月と永田舞が卒業。2011年9月5日より山口智大、千秋夕に加え、TAKERU、瀬下千晶と『ウルトラギャラクシー大怪獣バトル』レイ役の南翔太を加えた5人のメンバーが新生ボイジャーとして再始動した。(第二期)
2013年5月5日の横浜ベイシェラトン&タワーズ15周年記念イベントを最後に千秋夕が卒業。
2013年7月14日のウルトラマンROCKDAY4を最後に山口智大が卒業、TAKERU・瀬下の二人体制がスタート。南翔太はスペシャルクルーとなる。(第三期)

## メンバー
現メンバー
- TAKERU
- 瀬下千晶

瀬下は「実況パワフルプロ野球2013」のCM&OP曲「START」も歌唱している。
Special Crew
- 南翔太

過去のメンバー
- 山口智大
- 鹿間水月
- 永田舞
- 千秋夕

## ディスコグラフィー

### シングル
- 『ウルトラマンメビウス（2009年11月25日）

ウルトラマンメビウス(『ウルトラマンメビウス外伝　ゴーストリバース』主題歌)
作詞：松井五郎 / 作曲：鈴木キサブロー / 編曲：小西貴雄
Power of voice（『ウルトラキッズDVDシリーズ』のテーマ曲）
作詞：金光大輔 / 作詞・作曲・編曲：原文雄
- 『みんな大好きなウルトラマン』（2010年）

みんな大好きなウルトラマン〜ファンファーレ〜 (インスト)
みんな大好きなウルトラマン (『ウルトラマンフェスティバル2010』のテーマソング) with 中西圭三
作詞・作曲：田靡秀樹 / 作曲・編曲：原文雄
ウルトラマン80体操〜YOU ARE THE HERO〜 (CSファミリー劇場で放送していたウルトラマン80体操のテーマソング)
作詞・作曲・編曲：TAKUYA
- 『すすめ!ウルトラマンゼロ』 (2010年12月22日)

すすめ！ウルトラマンゼロ (映画『ウルトラマンゼロ THE MOVIE 超決戦!ベリアル銀河帝国』のオープニングソング)
作詞：田靡秀樹＆山口智大 / 作曲・編曲：小西貴雄
新しい光 (『ウルトラ銀河伝説外伝 ウルトラマンゼロVSダークロプスゼロ』の主題歌)
作詞：田靡秀樹 / 作曲・編曲：小西貴雄
英雄 (『ウルトラマンネクサス』 (2004年) の前期オープニングソングであり、doaの楽曲のカバー曲である)
作詞・作曲：徳永暁人 / 編曲：gj谷 瞬六
- 『キラメク未来』(2011年7月27日)

キラメク未来　ボイジャー feat．ウルトラマンゼロ (宮野真守) (テレビシリーズ『ウルトラマン列伝』1話-13話オープニング)
作詞：田靡秀樹 / 作曲・編曲：小西貴雄
ウルトラ スマイル!!　ボイジャー feat．レイ (南翔太) (ABCハウジングCMソング)
作詞：田靡秀樹 / 作曲・編曲：小西貴雄
- 『Rising High』(2012年4月25日)

Rising High (テレビシリーズ『ウルトラマン列伝』第40話-第52話オープニング)
作詞・作曲・編曲：高見沢俊彦 / 編曲：本田優一郎
ウルトラマンダイナ with 前田達也
作詞：松井五郎 / 作曲：鈴木キサブロー / 編曲：原文雄
ウルトラ音頭でシュワッチ!! with 穂積亜紀
作詞：田靡秀樹 / 作曲・編曲：原文雄
- 『勇気のタマゴ』(2013年4月17日)

勇気のタマゴ feat.Dr.エッグ (岸哲生) (ウルトラエッグCMソング)
作詞：田靡秀樹 / 作曲・編曲：小西貴雄
奴らがウルティメイトフォースゼロ! (『ウルトラゼロファイト』のエンディング・テーマ)
作詞：岡崎聖 / 作曲・編曲：小西貴雄
一丁目のウルトラマン with アマガイ・コノミ (平田弥里)
作詞：島田直美とウルトラの仲間たち / 編曲：小西貴雄
- 『ウルトラマンギンガの歌2015/ウルトラマンビクトリーの歌2015』 (2015年3月11日)

ウルトラマンギンガの歌2015 『劇場版 ウルトラマンギンガS 決戦!ウルトラ10勇士!!』主題歌)
作詞：田靡秀樹/岡崎聖　/ 作曲・編曲：小西貴雄
出演：ヒカル、 (根岸拓哉 ショウ、 宇治清高 feat. Takamiy
ウルトラマンビクトリーの歌2015 (テレビ東京系『ウルトラファイトビクトリー』主題歌)
作詞：田靡秀樹/岡崎聖　/ 作曲・編曲：小西貴雄
出演： ショウ、(宇治清高) feat. Takamiy
ウルトラマンギンガの歌2015 (ＴＶサイズ) 『劇場版 ウルトラマンギンガS 決戦!ウルトラ10勇士!!』主題歌)
作詞：田靡秀樹/岡崎聖　/ 作曲・編曲：小西貴雄
出演：ヒカル、 (根岸拓哉) ショウ、 (宇治清高) feat. Takamiy
ウルトラマンビクトリーの歌2015 (ＴＶサイズ) (テレビ東京系『ウルトラファイトビクトリー』主題歌)
作詞：田靡秀樹/岡崎聖　/ 作曲・編曲：小西貴雄
出演： ショウ、(宇治清高)
- 『ウルトラマンX』 (2015年7月24日)

ウルトラマンX feat.大空大地 (高橋健介) (テレビ東京系『ウルトラマンX』オープニング)
作詞：おちまさと　/　作曲・編曲：小西貴雄
Unite〜君とつながるために〜 (テレビ東京系『ウルトラマンX』エンディング)
作詞：TAKERU・瀬下千晶　/　作曲・編曲：小西貴雄
M-6. Xの戦い (サウンドトラック)
作曲・編曲：小西貴雄
M-4. 熱い戦い (サウンドトラック)
作曲・編曲：小西貴雄
M-44. 新しい目覚め (サウンドトラック)
作曲・編曲：小西貴雄
M-10. 宇宙の音 (サウンドトラック)
作曲・編曲：小西貴雄
ウルトラファイトビクトリー【Bonus Track】(サウンドトラック)
作曲・編曲：小西貴雄
- 『ウルトラマンオーブ』 (2016年7月10日)

オーブの祈り 水木一郎 with ボイジャー (テレビ東京系『ウルトラマンオーブ』オープニング)
作詞・作曲：高見沢俊彦 / 編曲：高見沢俊彦 with 本田優一郎
オーブの祈り (TVサイズ) 水木一郎 with ボイジャー (テレビ東京系『ウルトラマンオーブ』オープニング)
作詞・作曲：高見沢俊彦 / 編曲：高見沢俊彦 with 本田優一郎
オーブの祈り (ボイジャーver.)
作詞・作曲：高見沢俊彦/編曲：高見沢俊彦 with 本田優一郎
オーブの祈り (オリジナル・カラオケ)
作詞・作曲：高見沢俊彦 / 編曲：高見沢俊彦 with 本田優一郎
Shine your ORB　ボイジャー feat.クレナイガイ (石黒英雄)＆ SSP (テレビ東京系『ウルトラマンオーブ』エンディング)
作詞：TAKERU・瀬下千晶 / 作曲・編曲：小西貴雄
Shine your ORB (TVサイズ) ボイジャー feat.クレナイガイ (石黒英雄)＆ SSP (テレビ東京系『ウルトラマンオーブ』エンディング)
作詞：TAKERU・瀬下千晶 / 作曲・編曲：小西貴雄
Shine your ORB (オリジナル・カラオケ)
作詞：TAKERU・瀬下千晶 / 作曲・編曲：小西貴雄
M-7. オーブニカ(サウンドトラック)
作曲・編曲：小西貴雄
M-11. スペシウムゼペリオン (サウンドトラック)
作曲・編曲：小西貴雄
M-16. ジャグラーのテーマ (サウンドトラック)
作曲・編曲：小西貴雄
M-25. 魔王獣 (サウンドトラック)
作曲・編曲：小西貴雄
ウルトラマンX　ボイジャー feat.Project DMM (新ウルトラマン列伝主題歌)【Bonus Track】
作詞：おちまさと / 作曲・編曲：小西貴雄
Unite〜君とつながるために〜　ボイジャー feat.Project DMM (劇場版ウルトラマンX きたぞ！われらのウルトラマン 主題歌)【Bonus Track】
作詞：TAKERU・瀬下千晶 / 作曲・編曲：小西貴雄
フュージョンファイト！ (DCD<データカードダス>ウルトラマンフュージョンファイト！ テーマソング)【Bonus Track】
作詞・作曲・編曲：小林和博 (スーパースィープ)
- 『GO AHEAD〜すすめ!ウルトラマンゼロ〜』 (2016年12月29日)

GO AHEAD〜すすめ!ウルトラマンゼロ〜 水木一郎 with ボイジャー (テレビシリーズ『ウルトラマンゼロ THE CHRONICLE』オープニング)
作詞 - 中西圭三 / 作・編曲 - 小西貴雄
GO AHEAD〜すすめ!ウルトラマンゼロ〜 水木一郎 ver.
作詞 - 中西圭三 / 作・編曲 - 小西貴雄
GO AHEAD〜すすめ!ウルトラマンゼロ〜 ボイジャー ver.
作詞 - 中西圭三 / 作・編曲 - 小西貴雄
GO AHEAD〜すすめ!ウルトラマンゼロ〜 (Minus-one)
作詞 - 中西圭三 / 作・編曲 - 小西貴雄
M-14. サンダーブレスター (サウンドトラック)
作曲・編曲：小西貴雄
M-27. マガタノオロチ (サウンドトラック)
作曲・編曲：小西貴雄
M-15. オーブオリジン (サウンドトラック)
作曲・編曲：小西貴雄
Shine your ORB -Studio Live-
作詞：TAKERU・瀬下千晶 / 作曲・編曲：小西貴雄
ウルトラマンビクトリーの歌-Studio Live-
作詞：岡崎聖 / 作曲・編曲：小西貴雄
みんな大好きなウルトラマン -Studio Live-
作詞・作曲：原文雄 & 田靡秀樹 / 編曲：小西貴雄
- 『ウルトラマンジード』 (2017年7月21日)

ジードの証 朝倉リク (濱田龍臣) withボイジャー (テレビ東京系『ウルトラマンジード』オープニング)
作詞：六ツ見純代 / 作編曲：川井憲次
ジードの証 (TVサイズ) 朝倉リク (濱田龍臣) withボイジャー (テレビ東京系『ウルトラマンジード』オープニング)
作詞：六ツ見純代 / 作編曲：川井憲次
ジードの証 (Mines-One)
作詞：六ツ見純代 / 作編曲：川井憲次
キボウノカケラ (テレビ東京系『ウルトラマンジード』エンディング)
作詞：TAKERU、瀬下千晶 / 作曲・編曲：小西貴雄
キボウノカケラ (TVサイズ) (テレビ東京系『ウルトラマンジード』エンディング)
作詞：TAKERU、瀬下千晶 / 作曲・編曲：小西貴雄
キボウノカケラ (Mines-One)
作詞：TAKERU、瀬下千晶 / 作曲・編曲：小西貴雄
M-3 ウルトラマンジードプリミティブ (サウンドトラック)
作曲・編曲：川井憲次
M-8 ジード戦い－優勢1 (サウンドトラック)
作曲・編曲：川井憲次
M-16 ウルトラマンゼロアクション (サウンドトラック)
作曲・編曲：川井憲次
Unite～君とつながるために～ (Studio Live)
作詞：TAKERU、瀬下千晶 / 作曲・編曲：小西 貴雄
ウルトラスマイル！(Studio Live)
　作詞：田靡秀樹 / 作曲・編曲：小西貴雄
新しい光 (Studio Live)
作詞：田靡秀樹 / 作曲・編曲：小西貴雄
フュージョンライズ！ (テレビ東京系『ウルトラマンジード』挿入歌)【Bonus Track】
作詞：金光大輔 / 作曲・編曲：ハマサキユウジ
- 『Ultra Spiral』 (2019年)

Restart -Studio Live-
作詞：田靡秀樹 / 作曲：原文雄・田靡秀樹 / 編曲：小西貴雄
Unite～君とつながるために～-Studio Live-
作詞：TAKERU、瀬下千晶 / 作曲・編曲：小西貴雄
新しい光-Studio Live-
作詞：田靡秀樹 / 作曲・編曲：小西貴雄
Shine your ORB -Studio Live-
作詞：TAKERU・瀬下千晶 / 作曲・編曲：小西貴雄
ウルトラマンビクトリーの歌-Studio Live-
作詞：岡崎聖 / 作曲・編曲：小西貴雄
ウルトラスマイル！-Studio Live-
作詞：田靡秀樹 / 作曲・編曲：小西貴雄
みんな大好きなウルトラマン -Studio Live-
作詞・作曲：原文雄 & 田靡秀樹 / 編曲：小西貴雄
いつか僕らが -Studio Live-
作詞：TAKERU、瀬下千晶 / 作曲・編曲：小西貴雄
Ultra Spiral (TSUBURAYA PRODUCTION Youtubeドラマ『ウルトラギャラクシーファイト ニュージェネレーションヒーローズ』オープニング)
作詞：TAKERU、瀬下千晶 / 作曲・編曲：小西貴雄
Ultra Spiral [-1]
作詞：TAKERU、瀬下千晶 / 作曲・編曲：小西貴雄
Ultra Spiral タケルonly
作詞：TAKERU、瀬下千晶 / 作曲・編曲：小西貴雄
Ultra Spiral 瀬下千晶only
作詞：TAKERU、瀬下千晶 / 作曲・編曲：小西貴雄
Ultra Spiral Guitar ver.
作詞：TAKERU、瀬下千晶 / 作曲・編曲：小西貴雄
- 『NEW GENERATION LOCUS』 (2023年)

ウルトラマンギンガの歌2015
作詞：田靡秀樹/岡崎聖　作: 曲小西貴雄
出演：ヒカル、 (根岸拓哉 ショウ、 宇治清高 feat. Takamiy
ウルトラマンビクトリーの歌2015
作詞：田靡秀樹/岡崎聖　作：曲小西貴雄
出演： ショウ、(宇治清高) feat. Takamiy
ウルトラマンX feat.大空大地 (高橋健介)
作詞：おちまさと　/　作曲・編曲：小西貴雄
Unite〜君とつながるために〜
作詞：TAKERU・瀬下千晶　/　作曲・編曲：小西貴雄
オーブの祈り 水木一郎 with ボイジャー
作詞・作曲：高見沢俊彦 / 編曲：高見沢俊彦 with 本田優一郎
Shine your ORB　ボイジャー feat.クレナイガイ＆SSP
作詞：TAKERU・瀬下千晶 / 作曲・編曲：小西貴雄
星たちの奇跡
作詞・作曲・編曲：Wolves Unite
ジードの証 朝倉リク with ボイジャー
作詞：六ツ見純代 / 作編曲：川井憲次
キボウノカケラ
作詞：TAKERU、瀬下千晶 / 作曲・編曲：小西貴雄
GO AHEAD〜すすめ!ウルトラマンゼロ〜 水木一郎 with ボイジャー
作詞 - 中西圭三 / 作・編曲 - 小西貴雄
Ultra Spiral
作詞：TAKERU、瀬下千晶 / 作曲・編曲：小西貴雄
君だけを守りたい (テレビシリーズ『ウルトラマン クロニクルD』オープニング)
作詞・作曲 - 高見沢俊彦 / 編曲 - 小西貴雄
STARS (テレビシリーズ『ウルトラマン ニュージェネレーション スターズ』オープニング)
作詞 - TAKERU、瀬下千晶 / 作曲・編曲 - 小西貴雄
フュージョンファイト！ 【Bonus Track】
作詞・作曲・編曲：小林和博 (スーパースィープ)
Over the Horizon 【Bonus Track】
作詞：金光大輔 / 作曲・編曲：ハマサキユウジ
フュージョンライズ！ 【Bonus Track】
作詞：金光大輔 / 作曲・編曲：ハマサキユウジ
Restart Electric ver. 【Bonus Track】
作詞 - TAKERU、瀬下千晶 / 作曲・編曲 - 小西貴雄
- 『ULTRA PRIDE』 (2024年2月07日)

ULTRA PRIDE オオタ ユカ with voyager (テレビシリーズ『ウルトラマン ニュージェネレーション スターズ』第2期 オープニング)
作詞 - TAKERU、瀬下千晶 / 作曲・編曲 - 小西貴雄
ULTRA PRIDE オオタ ユカ with voyager (TV size) (テレビシリーズ『ウルトラマン ニュージェネレーション スターズ』第2期 オープニング)
作詞 - TAKERU、瀬下千晶 / 作曲・編曲 - 小西貴雄
ULTRA PRIDE (TAKERU only)
作詞 - TAKERU、瀬下千晶 / 作曲・編曲 - 小西貴雄
ULTRA PRIDE (瀬下千晶 only)
作詞 - TAKERU、瀬下千晶 / 作曲・編曲 - 小西貴雄
ULTRA PRIDE (マイナスワン)
作詞 - TAKERU、瀬下千晶 / 作曲・編曲 - 小西貴雄
BE MYSELF
作詞 - TAKERU、瀬下千晶 / 作曲・編曲 - 小西貴雄
BE MYSELF (TAKERU only)
作詞 - TAKERU、瀬下千晶 / 作曲・編曲 - 小西貴雄
BE MYSELF (瀬下千晶 only
作詞 - TAKERU、瀬下千晶 / 作曲・編曲 - 小西貴雄
BE MYSELF (マイナスワン)
作詞 - TAKERU、瀬下千晶 / 作曲・編曲 - 小西貴雄

### アルバム
- 『ウルトラマン クリスマスソング＆ストーリー』 (2009年11月4日) with 杉並児童合唱団

ウルトラマンメビウス (ウインターバージョン)
作詞：松井五郎 / 作曲：鈴木キサブロー / 編曲：原文雄
ウルトラセブンのうた (ウィンターバージョン)
作詞：東京一 / 作曲：冬木透 / 編曲：原文雄
ウルトラマンのうた (ウィンターバージョン)
作詞：東京一 / 作曲：宮内國郎 / 編曲：原文雄
ウルトラマンからのX'masプレゼント
出演：黒部進、桜井浩子、山口智大、千秋夕、永田舞、鹿間水月、岸哲生 / 音楽：原文雄
- 『ULTRA GALAXY』 (2014年8月20日)

キラメク未来 ∼夢の銀河へ∼　ボイジャー feat.ウルトラマンギンガ (杉田智和) (テレビ東京系『ウルトラマンギンガS』エンディング)
作詞：田靡秀樹 / 作曲・編曲：小西貴雄
ウルトラマンビクトリーの歌 (テレビ東京系『ウルトラマンギンガS』挿入歌)
作詞：岡崎聖 / 作曲・編曲：小西貴雄
Over the Horizon　(ウルトラマンフェスティバル イメージソング)
作詞：金光大輔 / 作曲・編曲：ハマサキユウジ
新しい光 (Vocal Retake)
作詞：田靡秀樹 / 作曲・編曲：小西貴雄
帰ってきたウルトラマン体操　(ファミリー劇場 presents『帰ってきたウルトラマン体操』のテーマ曲)
作詞：田靡秀樹 / 作曲・編曲：朝井泰生
目覚めよウルトラマンティガ (ウルトラマンティガ(海外版)主題歌)
作詞・作曲・編曲：原彰孝
みんな大好きなウルトラマン (Vocal Retake)
作詞・作曲：田靡秀樹 / 作曲・編曲：原文雄

### 歌手参加楽曲
- 『ウルトラマンギンガ　ソング＆ミュージックコレクション』 (2013年7月24日)

ウルトラマンギンガの歌 (テレビ東京系『ウルトラマンギンガ』挿入歌)
作詞：田靡秀樹、岡崎聖 / 作曲・編曲：小西貴雄
出演：千紗（girl next door）、マリア春菜、竹内浩明、根岸拓哉、宮武美桜、大野瑞生、雲母、草川拓弥
- 『ウルトラマンオーブ THE ORIGIN SAGA –Themes– (吽)』 (2017年2月06日)

星たちの奇跡 (Amazonオリジナルドラマ『ウルトラマンオーブ THE ORIGIN SAGA』エンディングテーマ)
作詞・作曲・編曲：Wolves Unite
- 『ウルトラマンフェスティバル ライブステージ ソングコレクション 2009-2019』 (2019年7月19日)

たいせつなたからもの (瀬下千晶だけ) (ウルトラマンフェスティバル イメージソング)
- 『ウルトラギャラクシーファイト オリジナルサウンドトラック』 (2019年)

Restart Electric ver. (TSUBURAYA PRODUCTION Youtubeドラマ『ウルトラギャラクシーファイト  大いなる陰謀』エンディングテーマ)
作詞 - TAKERU、瀬下千晶 / 作曲・編曲 - 小西貴雄

## 出演
配役はそれぞれの項を参照。
- ウルトラマンギンガS 第12話・最終話（2014年、テレビ東京）
- ウルトラマンX（2015年、テレビ東京）
  - 劇場版 ウルトラマンX きたぞ!われらのウルトラマン（2016年、松竹メディア事業部）